# Koncertówka 2. Drugi szczyt
Koncertówka 2. Drugi szczyt – drugi koncertowy album polskiego zespołu punkrockowego Pidżama Porno, dziewiąty w karierze, wydany 10 czerwca 2003. Na album składają się utwory zarejestrowane podczas XIV urodzin zespołu w Poznaniu (3, 4, 5, 7), "Co za dzień" pochodzi z koncertu w klubie Proxima w grudniu 2000, a pozostałe utwory (oprócz pierwszego, który jest fragmentem piosenki z filmu Wodzirej) zostały nagrane podczas XIII urodzin formacji w klubie Gwint w Białymstoku.

## Lista utworów
Muzyka i słowa autorstwa Krzysztofa „Grabaża” Grabowskiego, o ile nie zaznaczono inaczej.
1. "Dźwięki piosenki"
zawiera szlagwort zaczerpnięty z filmu Wodzirej Feliksa Falka
2. "Co za dzień"
3. "Taksówki w poprzek czasu"
4. "Plakat" (gośc. Robert Matera)
cover piosenki z repertuaru grupy Dezerter
autorzy: Robert Matera i Krzysztof Grabowski
5. "Pryszcze"
6. "To co czujesz to co wiesz" (gośc. Kasia Nosowska)
cover piosenki z repertuaru grupy Brygada Kryzys
autorzy: Tomasz Lipiński i Robert Brylewski
7. "Józef K." (gośc. Marcin Świetlicki)
autorzy: Krzysztof „Grabaż” Grabowski, Artur Stanilewicz, Marcin Świetlicki
8. "Chłopcy z huty" (gośc. Marcin Świetlicki)
cover utworu „The Guns of Brixton” z repertuaru grupy The Clash
muzyka i tekst oryginalny: Paul Simonon
polski tekst: Marcin Świetlicki
9. "Terrorystka Gloria" (gośc. Marcin Świetlicki)
cover piosenki „Gloria” Vana Morrisona, po raz pierwszy nagranej przez jego zespół Them
polski tekst: Krzysztof „Grabaż” Grabowski i Marcin Świetlicki
10. "Spokój i ręce"
11. "Antifa"
autorzy: Krzysztof „Grabaż” Grabowski i Kazik Malinowski
12. "Wytrzepany ze styropianu"
13. "Ezoteryczny Poznań"
14. "Stąpając po niepewnym gruncie" (gośc. Kasia Nosowska)
15. "Welwetowe swetry"
16. "Pasażer"
cover utworu „The Passenger” z repertuaru Iggy’ego Popa
muzyka: Rick Gardiner[3]

polski tekst: Krzysztof „Grabaż” Grabowski

## Wykonawcy
- Krzysztof "Grabaż" Grabowski – śpiew
- Andrzej "Kozak" Kozakiewicz – gitara elektryczna, wokal wspierający
- Sławomir "Dziadek" Mizerkiewicz – gitara elektryczna, wokal wspierający
- Julian "Julo" Piotrowiak – gitara basowa
- Rafał "Kuzyn" Piotrowiak – perkusja

oraz gościnnie:
- Kasia Nosowska - śpiew
- Marcin Świetlicki - śpiew
- Robert Matera - gitara elektryczna
- Maciej "Łoś" Niemczynowicz
- Semen